# Вежхи (Поддембицький повіт)
Вежхи (пол. Wierzchy) — село в Польщі, у гміні Задзім Поддембицького повіту Лодзинського воєводства.
Населення — 156 осіб (2011).
У 1975-1998 роках село належало до Серадзького воєводства.

## Демографія
Демографічна структура станом на 31 березня 2011 року:
|          | Загалом | Допрацездатний вік | Працездатний вік | Постпрацездатний вік |
| -------- | ------- | ------------------ | ---------------- | -------------------- |
| Чоловіки | 93      | 14                 | 66               | 13                   |
| Жінки    | 63      | 8                  | 33               | 22                   |
| Разом    | 156     | 22                 | 99               | 35                   |